# Kiba
Kiba (牙), é uma série de anime criada pelo estúdio Madhouse com direção de Hiroshi Koojima. Começou a ser transmitido na Tv Tokyo em 5 de abril de 2006.
A série é mais violenta do que outras animações do gênero, com muitos personagens sendo mortos. De acordo com uma entrevista à edição de março de 2006 de Animage, Hiroshi Kōjina, diretor, observou que o programa "absolutamente não terá elementos de enredo que favorecem as crianças". O produtor também comentou que Kiba  não é o tipo de programa para colocar "drama humano" em segundo plano, enquanto se concentra em relações promocionais.

## Sinopse
O personagem principal da série é Zedd, um garoto de 15 anos que vive em um lugar chamado Callm, uma zona onde não há vento e onde há muitas doenças pelo facto de o ar estar sempre parado. É frustrado por sua situação atual na vida e sente que existe algum lugar lá fora onde possa viver mais livremente. Um dia, a "convite" de um "vento misterioso", Zedd mergulha em um buraco do espaço-tempo, através do qual é transportado a um mundo em meio a uma grande guerra, onde há guerreiros poderosos que utilizam cristais mágicos chamados "Shards". Estes Shards têm diferentes cores, cada uma atribuída a um elemento: O vermelho é fogo, o azul é água/gelo, o amarelo é relâmpago, e alaranjado-marrom é a terra. Há também um roxo e um verde, suas habilidades "elementais" são desconhecidas.
Com o poder dos Shard Casters, pode-se usar mágica e controlar monstros chamados "espíritos". Fascinado por esse poder, Zedd deseja transformar-se em um Shard Caster. Entretanto, ainda não sabe que reside em seu corpo "Amil Gaul"(o "vento" que o convidou ao buraco do espaço-tempo) que é um espírito poderoso com o poder de influenciar o futuro do mundo. Diversos fatos sugerem também que Amil Gaul é um dos "espíritos chaves". Ele, quando junto com os outros espíritos chaves, pode destruir o mundo.

## Personagens

### Zedd
Um garoto de 15 anos, originário de Calm, uma terra onde nenhum vento sopra. Este não gosta de viver sobre regras, e em seu décimo quinto aniversário recebe uma pena de Noa, seu grande amigo. Quando era perseguido pela polícia, Zedd passou por um portal criado por um espírito, ao qual o levou a Tenpura. Logo de cara, Zedd presencia uma batalha Shard entre espíritos. Zedd se descobre um Shard Caster e também que possui um espírito-chave: Amil Gaul uma entidade do vento. Este usa duas asas como lâminas, capazes de cortar espíritos e humanos, porém, ele não consegue controla-lo muito bem no inicio.

### Noa
É um amigo da infância de Zedd, e o presidente do conselho do estudante. Pensa que Zedd não tem nenhuma intenção má com os problemas que causa, mas que está na busca de algo que tem para encontrar ainda. Noa é a única pessoa neste mundo que tenta compreender Zedd e quer mantê-lo fora das mãos da polícia. Noa também vai parar no mesmo mundo que Zedd e obcecado pelo poder acabada se transformando em uma pessoa completamente diferente. Em consequência disso ele se torna inimigo de zedd.

### Roya
É uma menina meiga que vive em Tenpura, é uma órfã e foi criada por Jiko. Torna-se uma grande amiga de Zedd, porém vive em conflito com ela mesma. É muito habilidosa e com o tempo se torna uma grande guerreira Shard. Sua verdadeira origem vem de Tusk, pois foi neste país onde nasceu.

### Jiko
Um sábio idoso que vive em Tenpura. Até agora pouco foi revelado sobre este personagem, mas sabe-se que foi este que criou Roya. Ele é muito poderoso e extrai seu Spirit Shard (um Dragão) da palma de sua mão, na qual pode usar ataques de fogo. É muito habilidoso, apesar da idade.

### Mikki
Amigo de Roya e Zedd. Não tem muito talento como Shard Caster, mas é um ótimo cozinheiro
. Tem uma loja no centro de Tempura. Ele era um grande admirador de Dumas e quando soube que ele era traidor ficou bastante desolado. Usou o espírito de Dumas mas não conseguiu conter o poder do espírito e quase morreu por isso.

### Hyu
Ele é o atual líder de "Jimoto", mas para conseguir tal cargo precisou manter o pai de Rebecca (antes o líder) preso em uma espécie de "coma", mas ele usou Rebecca para conseguir o Shard de seu pai e depois o matou. É uma pessoa muito perigosa e calculista que almeja conseguir todos os espíritos-chave. Após algum tempo ele consegue obter um espírito-chave, Puronimo.

### Dumas
Foi o primeiro sensei de Zedd e Mikki. Na verdade ele era um joker(espião) de Jimoto que começou uma rebelião em Tempura. Foi morto por Gurajio, que era do alto escalão de Jimoto.

### Sarah
Mãe de Zedd. Inicialmente parece ser uma pessoa que perdeu a sanidade e passa os dias inconscientemente observando um aquário no seu quarto de hospital mas é revelado que ela é uma Shard Caster. Mais tarde sabe-se que ela foi trazida a Tempura por Jiko para ser a possesora de Amil Gaul, no entanto depois de esta o possuir durante algum tempo, ele deixa-a. Sarah, viciada pelo poder do espírito chave tenta tudo para o obter de novo, até mesmo matar o filho.

### Hairan
Líder de Neotopia, a "encarnação das Regras Absolutas". Uma personagem um pouco hipócrita que apesar de dizer o que diz não consegue executá-las.

## Espíritos-chave
Existem 6 Espíritos-chave:

### Amil Gaul
É o espírito-chave de Zedd, na qual abriu o portal para que ele pudesse passar para este mundo. Tem um elevado poder, mas Zed não possui muito controle sobre ele. Utiliza duas asas como espadas, capazes de cortar espíritos ao meio.

### Sachura
Este espírito-chave reagiu a Noa. No dia em que Noa o adquiriu, este causou uma espécie de explosão que causou a morte de algumas pessoas. Usa dois anéis dourados para atacar seus inimigos e tem uma aparência bem sombria.

### Puronimo
Não se sabe muito a respeito deste espírito, apenas que foi dividido em dois espíritos. Para atingir sua forma completa, as duas partes tiveram de se juntar. Parece ser bem poderoso, e quem o possui é o Hyu.

### Monardi
Não sabe muito a respeito deste espírito. Ele encontrava debaixo da estátua da Neotopia, quem o controla é a Sarah, mãe de Zedd.

### Saddy
Não sabe muito a respeito deste espírito, apenas que é um espírito dourado com uma espécie de espada na cabeça que ele usa para atacar espetando-a no chão assim enviando um poder azul que destrói tudo por onde passa. Quem pertence é a Sagiri.

### Dunamis
É o último dos espíritos-chave. Possuído por Mired-sama (Suposta Messias de Tusk), ele aparece no meio da briga entre Noa, Zedd e Jim em uma caverna na cidade de Tusk, quando reuniram os 6 espíritos-chave …surgindo o nascimento do "Tusker".

## Músicas

### Temas de Abertura
| Nome             | Artista     | Episódios |
| ---------------- | ----------- | --------- |
| Sanctuary        | Nami Tamaki | 01-26     |
| Hakanaku Tsuyoku | Younha      | 27-51     |

### Temas de Enceramentos
| Nome               | Artista      | Episódios |
| ------------------ | ------------ | --------- |
| Very Very          | Afromania    | 01-13     |
| Solar Wind         | Snowkel      | 14-26     |
| STAY GOLD          | Limelight    | 27-39     |
| Sekai no hate made | Kozue Takada | 40-51     |

## Lista de Episódios
1. O vento do Destino
2. Um novo mundo
3. Aqueles que possuem a força
4. A determinação do vento
5. O País de Canon
6. O Final que foi rápido demais
7. Sentimentos Despertados
8. O local da Traição
9. Após a batalha
10. A princesa solitária
11. Pressentimento de Conspiração
12. Progresso para a verdade
13. O poder da velocidade
14. A tentação do poder
15. Um pequeno tesouro
16. Pessoas trágicas
17. O desejo que não vem
18. A prece hesitante
19. A Terra da Escuridão
20. Reunião
21. Sentimentos Tardios
22. A confusão das lembranças
23. Laços
24. O Shard amarelo da felicidade
25. Introdução a Batalha
26. Lembranças Solitárias
27. Os Guerreiros
28. Prova de Existência
29. Amizade em Discórdia
30. Confronto
31. Reparação da Ambição
32. Expectativas do País
33. A Luz Perdida
34. A Ascensão das Chamas da Guerra
35. Aquele que se Tornará um Sacrifício
36. A asa que desperta
37. A Queda da Capital
38. A Batalha Final
39. Olhos Abertos
40. O poder que é apontado
41. Sentimento de Confiança
42. A pequena salvadora
43. A Verdade Revelada
44. A Maldição Eterna
45. A Dama Confinada
46. Para a Terra da Resolução
47. O Salvador Perdido
48. O Advento
49. Mãe e Filho
50. Feridas Eternas
51. Para Onde o Vento Sopra